# Новосайраново
Новосайра́ново (рос. Новосайраново, башк. Яңы Сайран) — присілок (в минулому селище) у складі Чишминського району Башкортостану, Росія. Входить до складу Новотроїцької сільської ради.
Населення — 24 особи (2010; 32 у 2002).
Національний склад:
- татари — 91 %